# Ewer

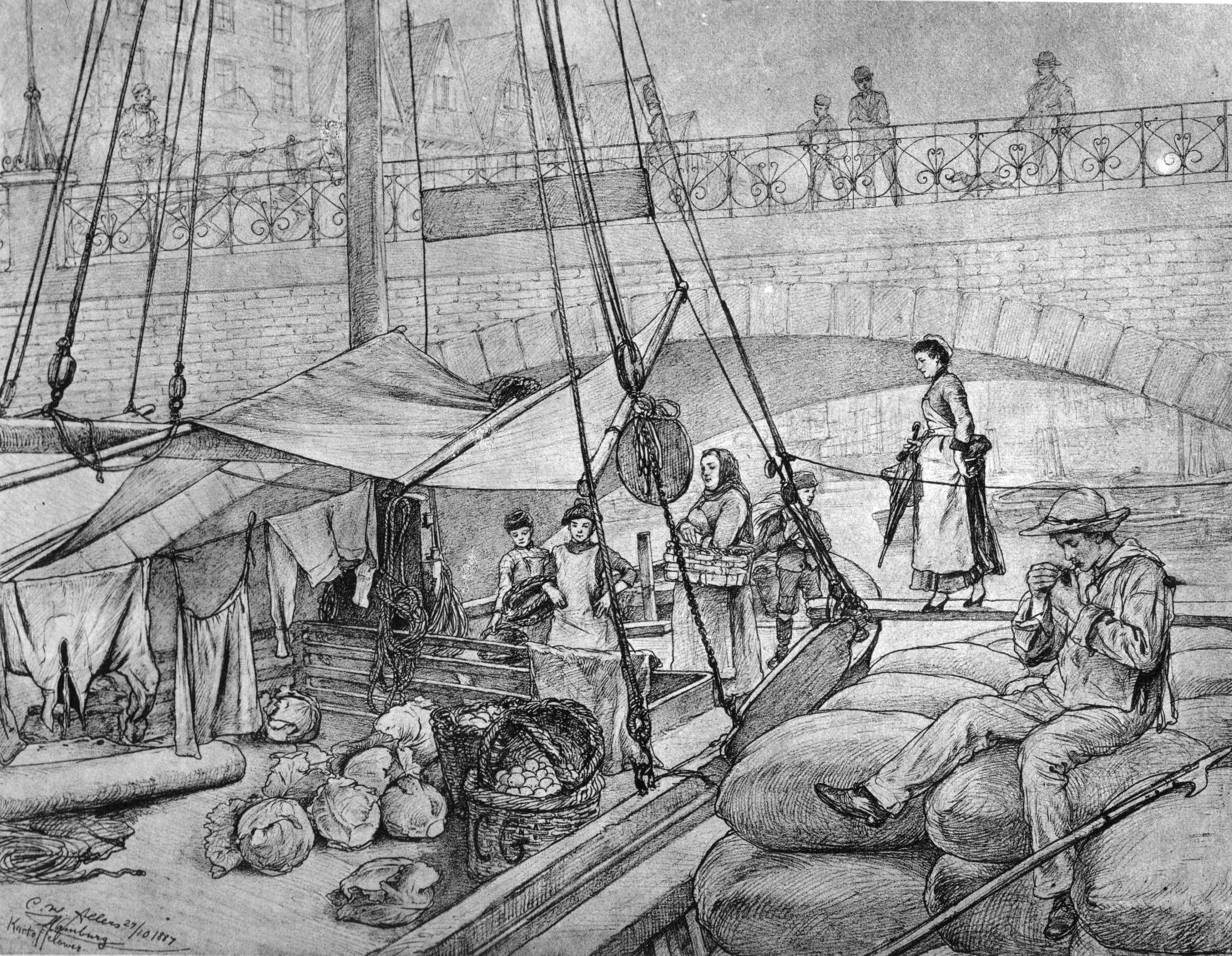
Kartoffelewer in Hamburg (1887)

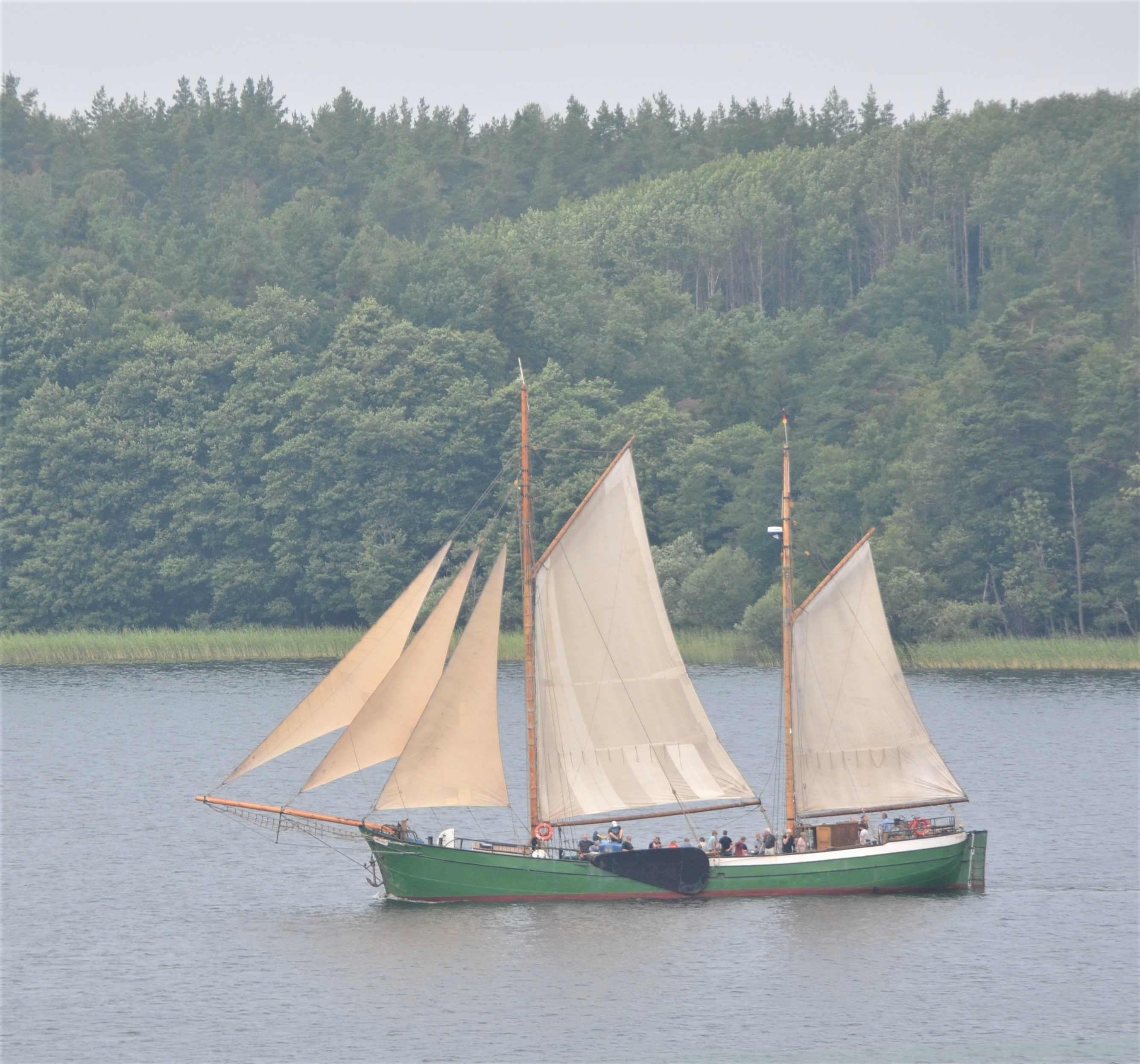
Petrine (2023)

Ein Ewer ist ein kleinerer, aus Friesland stammender Segelschifftyp mit Plattboden und einem oder zwei Masten, ursprünglich ohne Kiel. Einmastige Ewer werden als Pfahl- oder Giekewer bezeichnet, zweimastige heißen Besanewer.
Bei zweimastigen Ewern ist der achtern stehende Besanmast deutlich kürzer als der vor ihm stehende Großmast. Er ist also ein Anderthalbmaster. Ewer sind gaffelgetakelt. Vor dem Großmast fahren die Ewer üblicherweise Klüver und Fock. Typisches Merkmal sind das flache Unterwasserschiff und häufig Seitenschwerter, mit denen bei Am-Wind- und Halbwindkurs die Abdrift verringert wird. Die Ewer im norddeutschen Raum sind im Schnitt 16 Meter lang und vier Meter breit.

## Geschichte, Verbreitung und Verwendung
Ein Schiffstyp mit der Bezeichnung Ewer ist seit dem Mittelalter bekannt; eine erste schriftliche Erwähnung stammt aus dem flämischen Sprachraum aus dem Jahre 1252 und bezeichnet den eenvare. Im Wörterbuch der deutschen Sprache wird vermutet, dass niederländisch envarer = ‚Einfahrer‘ bedeuten könnte, was auf eine ursprüngliche Ein-Mann-Besatzung hindeuten würde. Aus Jörgen Brackers Sicht wären die Ewer für einen Einhandsegler zu groß. Er vermutet eine Herkunft von var(e) = Last oder Fuhre, damit wäre ein Ewer ein Boot, das die Last einer vierspännigen Fuhre transportieren könne, in der Regel das Gewicht bzw. die Masse von 12 großen gefüllten Tonnen.

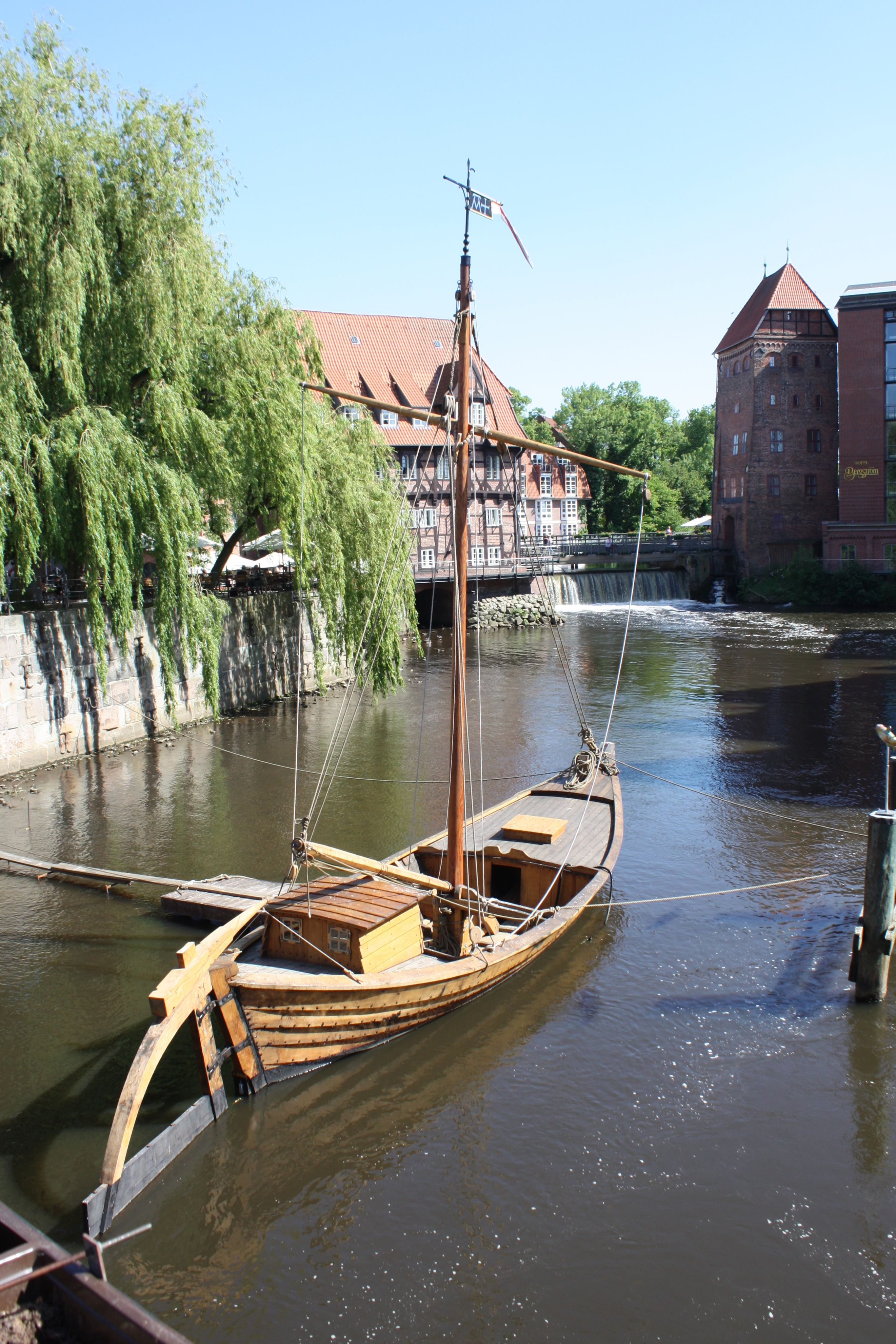
Nachbau eines Ilmenau-Ewers im Lüneburger Hafen

Bereits im 14. Jahrhundert, bis zum Ende des 19. Jahrhunderts, wurde mit Ewern über die Ilmenau Salz von Lüneburg nach Lübeck und Hamburg transportiert. Im 16. und 17. Jahrhundert waren mehr als 50 dieser Schiffe auf dem Fluss unterwegs. Sie hatten eine Länge von 15 bis 20 Metern und konnten bis zu 20 Tonnen laden.
Ab etwa 1800 fanden sie vor allem im Gebiet der Unterelbe und Unterweser sowie auch in den Niederlanden und Dänemark Verbreitung. Mit über 2000 gebauten Booten waren sie im 19. Jahrhundert der am häufigsten eingesetzte Schiffstyp in Deutschland. Die meisten Ewer hatten eine Lebensdauer von bis zu 30 Jahren, nur ein Viertel der Ewer konnte bis zu 50 Jahre genutzt werden. Sie wurden besonders als Frachtschiffe in der Küsten- und Flussschifffahrt genutzt, teilweise auch als Fischereifahrzeuge.
Für den Niederelbraum lässt sich die Entwicklung nachvollziehen, dass bis 1800 vor allem halbgedeckte, einmastige Boote mit Rahsegel und hochgezogenem Vordersteven Verwendung fanden. Dieser Ewertyp wurde dann bis 1840 ungebräuchlich. Um ihn von dem folgenden Typ abzugrenzen, wurde er nachträglich als Pfahlewer bezeichnet.
Für die Ewer wurden teilweise regionale Bezeichnungen verwendet, dabei beschreibt der niederdeutsche Begriff Dreuchewer den Trockenewer, also einen Ewer ohne Bünn, der außer dem Ewer der Fischerei alle Ewertypen umfasst:
- Fischewer (1740 gab es in Blankenese 60 Fischewer, 1787 waren es 140.)
- Bugsierewer
- Fährewer
- Kartoffelewer

Seit Beginn des 20. Jahrhunderts werden Ewer häufig zusätzlich mit Motoren ausgerüstet. Später wurde auf die Takelage ganz verzichtet und die Ewer wurden nur noch mit eigenem Motor oder als Schleppverband gefahren.

## Erhaltene Exemplare
| Name                     | Baujahr        | Typ                    | Heimathafen             | Bemerkung                           |
| ------------------------ | -------------- | ---------------------- | ----------------------- | ----------------------------------- |
| Windsbraut               | 1911           | Alstermaßewer          | Stade                   | hoch und trocken                    |
| Anna - Lisa              | 1906           | Alstermaßewer          | Wischhafen              |                                     |
| Petrine                  | 1909           | Frachtschiff           | Hiddensee               |                                     |
| Amazone                  | 1909           | Frachtschiff           | Germaniahafen Kiel      |                                     |
| Johanna                  | 1903           | Frachtschiff           | Hamburg                 |                                     |
| Catarina                 | 1889           | Fischereischiff        | Hamburg                 |                                     |
| Annemarie                | 1914           | Frachtschiff           | Hooge                   |                                     |
| Moewe                    | 1907           | Frachtschiff           | Museumshafen Oevelgönne |                                     |
| Elfriede                 | 1904           | Frachtschiff           | Museumshafen Oevelgönne |                                     |
| Hermann                  | 1905           | Frachtschiff           | Deutsches Hafenmuseum   |                                     |
| Luise                    | 1906           | Frachtschiff           | Göhren (Rügen)          |                                     |
| Alfred                   | 1913           | Frachtschiff           | Greifswald              |                                     |
| Friedrich                | 1910           | Frachtschiff           | Leer                    |                                     |
| Jonas von Friedrichstadt | 1911           |                        |                         |                                     |
| Maria                    | 1881           | Fischewer              | München                 |                                     |
| Maria af von Hoff        | 1981 (Nachbau) | Fischewer              | Kappeln                 |                                     |
| Frieda                   | 1909           | Giekewer               | Stade                   |                                     |
| Margareta                | 1897           | Giekewer               | Buxtehude               |                                     |
| Willi                    | 1926           | Giekewer               | Stade                   | Ewer Willi in Stade                 |
| Ronja                    | 1997           | Pfahlewer Replik       | Husum                   | Ronja im nordfriesischen Wattenmeer |
| Melpomene                | 1895           | Lägerdorfer Frachtewer | Stöckte                 | Melpomene                           |
| Catharina                | 1895           | Lägerdorfer Frachtewer | Krautsand               | Catharina auf Krautsand             |